# Tour d'Italie 1983
La 66e édition du Tour d'Italie s'est élancée de Brescia le 12 mai 1983 et est arrivée à Udine le 5 juin. Long de 3 916 km, l'épreuve a été remportée par l'Italien Giuseppe Saronni, déjà vainqueur en 1979. Il gagne également le classement par point et trois étapes. Saronni remporte son deuxième Giro grâce aux secondes de bonifications. En effet, il en accumule cent-vingt lors des vingt-deux étapes alors que son dauphin Roberto Visentini seulement quinze.
Le prologue fut annulé en raison d'une grève d'ouvriers métallurgistes.

## Équipes participantes
| N.    | Code | Équipe                |
| ----- | ---- | --------------------- |
| 1-9   | ALF  | Alfa Lum-Olmo         |
| 11-19 | ATA  | Atala-Campagnolo      |
| 21-29 | BIA  | Bianchi-Piaggio       |
| 31-39 | MAL  | Malvor-Bottecchia     |
| 41-49 | DEL  | Del Tongo-Colnago     |
| 51-59 | DRO  | Dromedario-Alan       |
| 61-69 | EUR  | Europ Decor-Dries     |
| 71-79 | ZOR  | Zor-Gemeaz Cusin      |
| 81-89 | GIS  | Gis Gelati-Campagnolo |

| N.      | Code | Équipe                   |
| ------- | ---- | ------------------------ |
| 91-99   | HOO  | Perlav-Euro Soap         |
| 101-109 | INO  | Inoxpran-Lumenflon       |
| 111-119 | EOR  | Eorotex-Magniflex        |
| 121-129 | TRI  | Mareno-Wilier Triestina  |
| 131-139 | MET  | Metauro Mobili-Pinarello |
| 141-149 | SAM  | Sammontana-Campagnolo    |
| 151-159 | TER  | Termolan-Galli           |
| 161-169 | VIV  | Vivi-Benotto             |
| 171-179 | WOL  | Wolber-Spidel            |

## Étapes
| Étape      | Date   | Villes étapes                      | km       | Vainqueur d'étape    | Leader du classement général |
| Prologue   | 12 mai | Brescia                            | -        | non disputé          |                              |
| 1re étape  | 13 mai | Brescia - Mantoue                  | 70       | Bianchi-Piaggio      | Tommy Prim                   |
| 2e étape   | 14 mai | Mantoue - Comacchio                | 192      | Guido Bontempi       | Urs Freuler                  |
| 3e étape   | 15 mai | Comacchio - Fano                   | 148      | Paolo Rosola         | Paolo Rosola                 |
| 4e étape   | 16 mai | Pesaro - Todi                      | 187      | Giuseppe Saronni     | Paolo Rosola                 |
| 5e étape   | 17 mai | Terni - Vasto                      | 269      | Eduardo Chozas       | Silvano Contini              |
| 6e étape   | 18 mai | Vasto - Campitello Matese (it)     | 145      | Alberto Fernández    | Silvano Contini              |
| 7e étape   | 19 mai | Campitello Matese (it) - Salerno   | 216      | Moreno Argentin      | Giuseppe Saronni             |
| 8e étape   | 20 mai | Salerno - Terracina                | 212      | Guido Bontempi       | Giuseppe Saronni             |
| 9e étape   | 21 mai | Terracina - Montefiascone          | 225      | Riccardo Magrini     | Giuseppe Saronni             |
| 10e étape  | 22 mai | Montefiascone - Bibienna           | 232      | Palmiro Masciarelli  | Giuseppe Saronni             |
| 11e étape  | 23 mai | Bibienna - Pietresanta             | 191      | Lucien Van Impe      | Giuseppe Saronni             |
| 12e étape  | 25 mai | Pietresanta - Reggio Emilia        | 180      | Alf Segersäll        | Giuseppe Saronni             |
| 13e étape  | 26 mai | Reggio Emilia – Parme              | 38 (CLM) | Giuseppe Saronni     | Giuseppe Saronni             |
| 14e étape  | 27 mai | Parme - Savona                     | 243      | Gregor Braun         | Giuseppe Saronni             |
| 15e étape  | 28 mai | Savona - Orta San Giulio           | 219      | Paolo Rosola         | Giuseppe Saronni             |
| 16ea étape | 29 mai | Orta San Giulio - Milan            | 110      | Frank Hoste          | Giuseppe Saronni             |
| 16eb étape | 29 mai | Milan - Bergame                    | 105      | Giuseppe Saronni     | Giuseppe Saronni             |
| 17e étape  | 30 mai | Bergame - Colli di San Fermo       | 91       | Alberto Fernández    | Giuseppe Saronni             |
| 18e étape  | 31 mai | Sarnico - Vicenza                  | 178      | Paolo Rosola         | Giuseppe Saronni             |
| 19e étape  | 2 juin | Vicenza - Selva di Val Gardena     | 224      | Mario Beccia         | Giuseppe Saronni             |
| 20e étape  | 3 juin | Selva di Val Gardena - Arabba (it) | 169      | Alessandro Paganessi | Giuseppe Saronni             |
| 21e étape  | 4 juin | Arabba (it) - Gorizia              | 232      | Moreno Argentin      | Giuseppe Saronni             |
| 22e étape  | 5 juin | Gorizia - Udine                    | 40 (CLM) | Roberto Visentini    | Giuseppe Saronni             |

## Classements finals

### Classement général final
| \| Classement général \| Classement général \| Classement général \| Classement général \| Classement général \| \| Coureur \| Coureur \| Pays \| Équipe \| Temps \| \| ------------------ \| ------------------------ \| ------------------ \| ------------------------ \| ------------------ \| \| 1er \| Giuseppe Saronni \| Italie \| Del Tongo-Colnago \| 100 h 45 min 30 s \| \| 2e \| Roberto Visentini \| Italie \| Inoxpran \| + 1 min 07 s \| \| 3e \| Alberto Fernández Blanco \| Espagne \| Zor-Gemeaz Cusin \| + 3 min 40 s \| \| 4e \| Mario Beccia \| Italie \| Malvor-Bottecchia \| + 5 min 55 s \| \| 5e \| Dietrich Thurau \| Allemagne \| Del Tongo-Colnago \| + 7 min 44 s \| \| 6e \| Marino Lejarreta \| Espagne \| Alfa Lum-Olmo \| + 7 min 44 s \| \| 7e \| Faustino Rupérez \| Espagne \| Zor-Gemeaz Cusin \| + 8 min 24 s \| \| 8e \| Eduardo Chozas \| Espagne \| Zor-Gemeaz Cusin \| + 9 min 41 s \| \| 9e \| Lucien Van Impe \| Belgique \| Metauro Mobili-Pinarello \| + 10 min 54 s \| \| 10e \| Wladimiro Panizza \| Italie \| Atala-Campagnolo \| + 12 min 00 s \| \| 11e \| Pedro Muñoz \| Espagne \| Zor-Gemeaz Cusin \| + 12 min 26 s \| \| 12e \| Eddy Schepers \| Belgique \| Masta-TeVe Blad-Concorde \| + 13 min 03 s \| \| 13e \| Jean-René Bernaudeau \| France \| Wolber-Spidel \| + 13 min 42 s \| \| 14e \| Jostein Wilmann \| Norvège \| Eorotex-Magniflex-Mavic \| + 14 min 18 s \| \| 15e \| Tommy Prim \| Suède \| Bianchi-Piaggio \| + 15 min 11 s \| \| 16e \| Franco Chioccioli \| Italie \| Vivi-Benotto-Puma \| + 15 min 22 s \| \| 17e \| Gianbattista Baronchelli \| Italie \| Sammontana \| + 15 min 57 s \| \| 18e \| Luciano Loro \| Italie \| Inoxpran \| + 15 min 57 s \| \| 19e \| Álvaro Pino \| Espagne \| Zor-Gemeaz Cusin \| + 19 min 06 s \| \| 20e \| Bruno Leali \| Italie \| Inoxpran \| + 19 min 24 s \| \| 21e \| Alfio Vandi \| Italie \| Metauro Mobili-Pinarello \| + 22 min 25 s \| \| 22e \| Emanuele Bombini \| Italie \| Malvor-Bottecchia \| + 23 min 14 s \| \| 23e \| Fabrizio Verza \| Italie \| Gis Gelati-Campagnolo \| + 27 min 38 s \| \| 24e \| Christian Seznec \| France \| Wolber-Spidel \| + 28 min 46 s \| \| 25e \| Dominique Arnaud \| France \| Wolber-Spidel \| + 31 min 02 s \| |                          |           |                          |                   |
| |                          |           |                          |                   |
| |                          |           |                          |                   |
| Classement général |                          |           |                          |                   |
| Coureur | Coureur                  | Pays      | Équipe                   | Temps             |
| 1er | Giuseppe Saronni         | Italie    | Del Tongo-Colnago        | 100 h 45 min 30 s |
| 2e | Roberto Visentini        | Italie    | Inoxpran                 | + 1 min 07 s      |
| 3e | Alberto Fernández Blanco | Espagne   | Zor-Gemeaz Cusin         | + 3 min 40 s      |
| 4e | Mario Beccia             | Italie    | Malvor-Bottecchia        | + 5 min 55 s      |
| 5e | Dietrich Thurau          | Allemagne | Del Tongo-Colnago        | + 7 min 44 s      |
| 6e | Marino Lejarreta         | Espagne   | Alfa Lum-Olmo            | + 7 min 44 s      |
| 7e | Faustino Rupérez         | Espagne   | Zor-Gemeaz Cusin         | + 8 min 24 s      |
| 8e | Eduardo Chozas           | Espagne   | Zor-Gemeaz Cusin         | + 9 min 41 s      |
| 9e | Lucien Van Impe          | Belgique  | Metauro Mobili-Pinarello | + 10 min 54 s     |
| 10e | Wladimiro Panizza        | Italie    | Atala-Campagnolo         | + 12 min 00 s     |
| 11e | Pedro Muñoz              | Espagne   | Zor-Gemeaz Cusin         | + 12 min 26 s     |
| 12e | Eddy Schepers            | Belgique  | Masta-TeVe Blad-Concorde | + 13 min 03 s     |
| 13e | Jean-René Bernaudeau     | France    | Wolber-Spidel            | + 13 min 42 s     |
| 14e | Jostein Wilmann          | Norvège   | Eorotex-Magniflex-Mavic  | + 14 min 18 s     |
| 15e | Tommy Prim               | Suède     | Bianchi-Piaggio          | + 15 min 11 s     |
| 16e | Franco Chioccioli        | Italie    | Vivi-Benotto-Puma        | + 15 min 22 s     |
| 17e | Gianbattista Baronchelli | Italie    | Sammontana               | + 15 min 57 s     |
| 18e | Luciano Loro             | Italie    | Inoxpran                 | + 15 min 57 s     |
| 19e | Álvaro Pino              | Espagne   | Zor-Gemeaz Cusin         | + 19 min 06 s     |
| 20e | Bruno Leali              | Italie    | Inoxpran                 | + 19 min 24 s     |
| 21e | Alfio Vandi              | Italie    | Metauro Mobili-Pinarello | + 22 min 25 s     |
| 22e | Emanuele Bombini         | Italie    | Malvor-Bottecchia        | + 23 min 14 s     |
| 23e | Fabrizio Verza           | Italie    | Gis Gelati-Campagnolo    | + 27 min 38 s     |
| 24e | Christian Seznec         | France    | Wolber-Spidel            | + 28 min 46 s     |
| 25e | Dominique Arnaud         | France    | Wolber-Spidel            | + 31 min 02 s     |

### Classements annexes finals
| Classement par points | Classement par points | Classement par points | Classement par points | Classement par points |
| Coureur               | Coureur               | Pays                  | Équipe                | Points                |
| --------------------- | --------------------- | --------------------- | --------------------- | --------------------- |
| 1er                   | Giuseppe Saronni      | Italie                | Del Tongo-Colnago     | 223 pts               |
| 2e                    | Moreno Argentin       | Italie                | Sammontana-Campagnolo | 149 pts               |
| 3e                    | Frank Hoste           | Belgique              | Europ Decor-Dries     | 139 pts               |
| 4e                    | Pierino Gavazzi       | Italie                | Atala-Campagnolo      | 120 pts               |
| 5e                    | Stefan Mutter         | Suisse                |                       | 111 pts               |

| Classement par points | Classement par points | Classement par points | Classement par points | Classement par points |
| Coureur               | Coureur               | Pays                  | Équipe                | Points                |
| --------------------- | --------------------- | --------------------- | --------------------- | --------------------- |
| 1er                   | Giuseppe Saronni      | Italie                | Del Tongo-Colnago     | 223 pts               |
| 2e                    | Moreno Argentin       | Italie                | Sammontana-Campagnolo | 149 pts               |
| 3e                    | Frank Hoste           | Belgique              | Europ Decor-Dries     | 139 pts               |
| 4e                    | Pierino Gavazzi       | Italie                | Atala-Campagnolo      | 120 pts               |
| 5e                    | Stefan Mutter         | Suisse                |                       | 111 pts               |

| Classement de la montagne | Classement de la montagne | Classement de la montagne | Classement de la montagne | Classement de la montagne |
| Coureur                   | Coureur                   | Pays                      | Équipe                    | Points                    |
| ------------------------- | ------------------------- | ------------------------- | ------------------------- | ------------------------- |
| 1er                       | Lucien Van Impe           | Belgique                  | Metauro Mobili-Pinarello  | 70 pts                    |
| 2e                        | Alberto Fernández Blanco  | Espagne                   | Zor-Gemeaz Cusin          | 43 pts                    |
| 3e                        | Marino Lejarreta          | Espagne                   | Alfa Lum-Olmo             | 27 pts                    |
| 4e                        | Faustino Rupérez          | Espagne                   | Zor-Gemeaz Cusin          | 27 pts                    |
| 5e                        | Alessandro Paganessi      | Italie                    | Bianchi-Piaggio           | 23 pts                    |

| Classement de la montagne | Classement de la montagne | Classement de la montagne | Classement de la montagne | Classement de la montagne |
| Coureur                   | Coureur                   | Pays                      | Équipe                    | Points                    |
| ------------------------- | ------------------------- | ------------------------- | ------------------------- | ------------------------- |
| 1er                       | Lucien Van Impe           | Belgique                  | Metauro Mobili-Pinarello  | 70 pts                    |
| 2e                        | Alberto Fernández Blanco  | Espagne                   | Zor-Gemeaz Cusin          | 43 pts                    |
| 3e                        | Marino Lejarreta          | Espagne                   | Alfa Lum-Olmo             | 27 pts                    |
| 4e                        | Faustino Rupérez          | Espagne                   | Zor-Gemeaz Cusin          | 27 pts                    |
| 5e                        | Alessandro Paganessi      | Italie                    | Bianchi-Piaggio           | 23 pts                    |

| Classement du meilleur jeune | Classement du meilleur jeune | Classement du meilleur jeune | Classement du meilleur jeune | Classement du meilleur jeune |
| Coureur                      | Coureur                      | Pays                         | Équipe                       | Temps                        |
| ---------------------------- | ---------------------------- | ---------------------------- | ---------------------------- | ---------------------------- |
| 1er                          | Franco Chioccioli            | Italie                       | Vivi-Benotto-Puma            | 101 h 00 min 52 s            |
| 2e                           | Fabrizio Verza               | Italie                       | Gis Gelati-Campagnolo        | + 12 min 12 s                |
| 3e                           | Harald Maier                 | Autriche                     |                              | + 20 min 32 s                |
| 4e                           | Davide Cassani               | Italie                       | Termolan-Galli-CIOCC         | + 30 min 27 s                |
| 5e                           | Czesław Lang                 | Pologne                      | Gis Gelati-Campagnolo        | + 35 min 13 s                |

| Classement du meilleur jeune | Classement du meilleur jeune | Classement du meilleur jeune | Classement du meilleur jeune | Classement du meilleur jeune |
| Coureur                      | Coureur                      | Pays                         | Équipe                       | Temps                        |
| ---------------------------- | ---------------------------- | ---------------------------- | ---------------------------- | ---------------------------- |
| 1er                          | Franco Chioccioli            | Italie                       | Vivi-Benotto-Puma            | 101 h 00 min 52 s            |
| 2e                           | Fabrizio Verza               | Italie                       | Gis Gelati-Campagnolo        | + 12 min 12 s                |
| 3e                           | Harald Maier                 | Autriche                     |                              | + 20 min 32 s                |
| 4e                           | Davide Cassani               | Italie                       | Termolan-Galli-CIOCC         | + 30 min 27 s                |
| 5e                           | Czesław Lang                 | Pologne                      | Gis Gelati-Campagnolo        | + 35 min 13 s                |

| Classement par équipes | Classement par équipes | Classement par équipes | Classement par équipes |
| Équipe                 | Équipe                 | Pays                   | Temps                  |
| ---------------------- | ---------------------- | ---------------------- | ---------------------- |
| 1re                    | Zor-Gemeaz Cusin       | Espagne                | 300 h 05 min 39 s      |
| 2e                     | Inoxpran               | Italie                 | + 10 min 45 s          |
| 3e                     | Del Tongo-Colnago      | Italie                 | + 17 min 30 s          |

| Classement par équipes | Classement par équipes | Classement par équipes | Classement par équipes |
| Équipe                 | Équipe                 | Pays                   | Temps                  |
| ---------------------- | ---------------------- | ---------------------- | ---------------------- |
| 1re                    | Zor-Gemeaz Cusin       | Espagne                | 300 h 05 min 39 s      |
| 2e                     | Inoxpran               | Italie                 | + 10 min 45 s          |
| 3e                     | Del Tongo-Colnago      | Italie                 | + 17 min 30 s          |

## Liste des coureurs
| Alfa Lum - Olmo | Atala | Bianchi |
| - 1 Fiorenzo Aliverti (Ita) 51e - 2 Mauro Angelucci (Ita) 103e - 3 Ismaël Lejarreta (Esp) 28e - 4 Marino Lejarreta (Esp) 6e - 5 Salvatore Maccali (Ita) 59e - 6 Orlando Maini (Ita) 108e - 7 Piero Onesti (Ita) 110e - 8 Giuseppe Petito (Ita) 77e - 9 Michael Wilson (Aus) 61e                                   | - 11 Giancarlo Casiraghi (Ita) 90e - 12 Walter Delle Case (Ita) 136e - 13 Piergiorgio Angeli (Ita) ab - 14 Urs Freuler (Sui) 91e - 15 Pierino Gavazzi (Ita) 98e - 16 Mario Noris (Ita) 102e - 17 Wladimiro Panizza (Ita) 10e - 18 Giovanni Renosto (Ita) ab - 19 Paolo Rosola (Ita) 111e              | - 21 Tullio Bertacco (Ita) 56e - 22 Silvano Contini (Ita) ab - 23 Alessandro Paganessi (Ita) 29e - 24 Sergio Parsani (Ita) 107e - 25 Valerio Piva (Ita) 112e - 26 Fons De Wolf (Bel) 49e - 27 Tommy Prim (Sue) 15e - 28 Alf Segersäll (Sue) 78e - 29 Ennio Vanotti (Ita) 36e                                             |
| Bottecchia - Malvor | Del Tongo - Colnago | Dromedario Alan |
| - 31 Mario Beccia (Ita) 4e - 32 Antonio Bevilacqua (Ita) 52e - 33 Leonardo Bevilacqua (Ita) 120e - 34 Emanuele Bombini (Ita) 22e - 35 Silvestro Milani (Ita) ab - 36 Daniel Gisiger (Sui) 74e - 37 Vinko Polončič (You) 72e - 38 Robert Dill-Bundi (Sui) ab - 39 Jürg Bruggmann (Sui) 132e                        | - 41 Giuseppe Saronni (Ita) 1e - 42 Claudio Bortolotto (Ita) 34e - 43 Roberto Ceruti (Ita) 47e - 44 Leonardo Natale (Ita) 31e - 45 Maurizio Piovani (Ita) 96e - 46 Rudy Pevenage (Bel) 106e - 47 Sergio Santimaria (Ita) 85e - 48 Dietrich Thurau (All) 5e - 49 Guido Van Calster (Bel) 70e           | - 51 Carmelo Barone (Ita) 126e - 52 Franco Conti (Ita) 46e - 53 Giuseppe Faraca (Ita) ab - 54 Ettore Bazzichi (Ita) 43e - 55 Giuseppe Montella (Ita) 93e - 56 Cesare Cipollini (Ita) 86e - 57 Claudio Savini (Ita) 50e - 58 Peter Kehl (All) 124e - 59 Luigi Trevellin (Ita) 135e                                        |
| Europ Decor Dries | Zor | Gis Gelati |
| - 61 Frank Hoste (Bel) 114e - 62 Marc Sergeant (Bel) 32e - 63 Jan Bogaert (Bel) 137e - 64 Marc Somers (Bel) 128e - 65 Jan Nevens (Bel) ab - 66 Jos Jacobs (Bel) 123e - 67 Luc Govaerts (Bel) 41e - 68 Etienne De Beule (Bel) 139e - 69 Dirk Wayenberg (Bel) 133e                                                  | - 71 Faustino Rupérez (Esp) 7e - 72 Alberto Fernández (Esp) 3e - 73 Juan Fernández (Esp) ab - 74 Pedro Muñoz (Esp) 11e - 75 Álvaro Pino (Esp) 19e - 76 José Luis López Cerrón (Esp) 116e - 77 Eduardo Chozas (Esp) 8e - 78 Ángel Camarillo (Esp) 92e - 79 Jesús Ibáñez Loyo (Esp) 66e                 | - 81 Francesco Moser (Ita) ab - 82 Marino Amadori (Ita) 68e - 83 Simone Fraccaro (Ita) ab - 84 Piero Ghibaudo (Ita) 55e - 85 Czeslaw Lang (Pol) 40e - 86 Palmiro Masciarelli (Ita) 33e - 87 Dante Morandi (Ita) 138e - 88 Ennio Salvador (Ita) 82e - 89 Fabrizio Verza (Ita) 23e                                         |
| Hoonved Perlav | Inoxpran | Magniflex Eorotex |
| - 91 Eddy Schepers (Bel) 12e - 92 Walter Schoonjans (Bel) ab - 93 Marc Van Den Brande (Bel) 125e - 94 Maurice Van Heer (Bel) ab - 95 Hans Neumayer (All) 127e - 96 Ludo Loos (Bel) 69e - 97 Christian Wauters (Bel) ab - 98 Herman Crabbe (Bel) ab - 99 Patrick Hermans (Bel) 121e                                | - 101 Giovanni Battaglin (Ita) ab - 102 Guido Bontempi (Ita) ab - 103 Alfredo Chinetti (Ita) 67e - 104 Bruno Leali (Ita) 20e - 105 Luciano Loro (Ita) 18e - 106 Valerio Lualdi (Ita) 84e - 107 Glauco Santoni (Ita) ab - 108 Carlo Tonon (Ita) 134e - 109 Roberto Visentini (Ita) 2e                  | - 111 Stefan Mutter (Sui) 42e - 112 Bruno Wolfer (Sui) 73e - 113 Siegfried Hekimi (Sui) ab - 114 Josef Wehrli (Sui) 101e - 115 Jostein Wilmann (Nor) 14e - 116 Paul Wellens (Bel) 53e - 117 Acacio Da Silva (Por) 97e - 118 Gerhard Zadrobilek (Aut) 62e - 119 Harald Maier (Aut) 30e                                    |
| Mareno - Willier Triestina | Metauromobili | Sammontana |
| - 121 Daniele Antinori (Ita) 129e - 122 Nazzareno Berto (Ita) 122e - 123 Giuliano Biatta (Ita) 65e - 124 Giocondo Dalla Rizza (Ita) 87e - 125 Walter Clivati (Ita) 81e - 126 Francesco Masi (Ita) 57e - 127 Giuliano Pavanello (Ita) 100e - 128 Gianmarco Saccani (Ita) 119e - 129 Massimo Santambrogio (Ita) 48e | - 131 Lucien Van Impe (Bel) 9e - 132 Vittorio Algeri (Ita) ab - 133 Marco Groppo (Ita) ab - 134 Riccardo Magrini (Ita) 71e - 135 Luciano Rabottini (Ita) 63e - 136 Frits Pirard (Hol) 38e - 137 Alfio Vandi (Ita) 21e - 138 Flavio Zappi (Ita) 79e - 139 Pierangelo Bincoletto (Ita) 104e             | - 141 Gianbattista Baronchelli (Ita) 17e - 142 Moreno Argentin (Ita) 45e - 143 Claudio Corti (Ita) 109e - 144 Fiorenzo Favero (Ita) 113e - 145 Raniero Gradi (Ita) 95e - 146 Marino Polini (Ita) 64e - 147 Amilcare Sgalbazzi (Ita) 60e - 148 Claudio Torelli (Ita) 83e - 149 Jesper Worre (Dan) 88e                     |
| Termolan Galli | Vivi Benotto | Wolber |
| - 151 Francesco Caneva (Ita) 94e - 152 Daniele Caroli (Ita) 99e - 153 Davide Cassani (Ita) 37e - 154 René Koppert (Hol) ab - 155 Giuseppe Lanzoni (Ita) 44e - 156 Sven-Ake Nilsson (Sue) 27e - 157 Claudio Girlanda (Ita) 140e - 158 Silvano Ricco (Ita) 54e - 159 Erminio Rizzi (Ita) 80e                        | - 161 Gregor Braun (All) 76e - 162 Mario Bonzi (Ita) 105e - 163 Franco Chioccioli (Ita) 16e - 164 Corrado Donadio (Ita) 131e - 165 Gabriele Landoni (Ita) ab - 166 Giuseppe Passuello (Ita) 89e - 167 Graziano Salvietti (Ita) 117e - 168 Giovanni Viero (Ita) 130e - 169 Gianluigi Zuanel (Ita) 115e | - 171 Dominique Arnaud (Fra) 25e - 172 Jean-René Bernaudeau (Fra) 13e - 173 Patrick Bonnet (Fra) 35e - 174 Graham Jones (Gbr) 26e - 175 Jean-François Rodriguez (Fra) 39e - 176 Christian Seznec (Fra) 24e - 177 Pierre-Raymond Villemiane (Fra) 58e - 178 Claude Vincendeau (Fra) 75e - 179 Fabien De Vooght (Fra) 118e |

## Sources
- (nl) Cet article est partiellement ou en totalité issu de l’article de Wikipédia en néerlandais intitulé « Ronde van Italië 1983 » (voir la liste des auteurs).